# Maria Seweryn

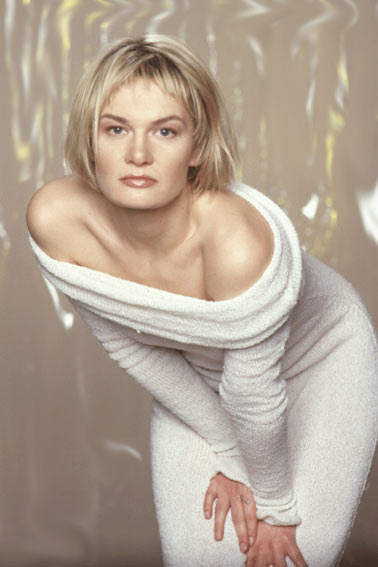
Maria Seweryn

Maria Seweryn (* 23. März 1975 in Warschau) ist eine polnische Schauspielerin.

## Leben
Maria Seweryn ist die Tochter der polnischen Schauspieler Krystyna Janda und Andrzej Seweryn. Ihren ersten Filmauftritt hatte sie an der Seite ihrer Eltern 1980 in Andrzej Wajdas Film Der Dirigent. Ihre Eltern spielten in diesem Film ein Musikerehepaar und Maria deren Tochter. In den 1990er Jahren absolvierte sie ein Schauspielstudium an der Akademia Teatralna Warschau, das sie 1998 abschloss. Nach dem Studium spielte sie zunächst am Teatr Powszechny in Warschau, dann am Teatr Rozmaitości und Teatr Rampa in Warschau. In den weiteren Jahren spielte sie in der Warschauer Komedia und gehörte ein Jahr zum Ensemble des Teatr Współczesny in Stettin. Im Film spielte sie 1995 in Andrzej Wajdas Die Karwoche und 2002 in Julia Walking Home unter der Regie von Agnieszka Holland.

## Filmografie
- 1980: Der Dirigent (Dyrygent)
- 1993: Kolejnosc uczuc
- 1995: Die Karwoche (Wielki tydzień)
- 1996: Matka swojej matki
- 2000: Pól serio
- 2002: Gebürtig
- 2002: Julies Reise (Julie Walking Home)
- 2003–2005: Meskie – zenskie (Fernsehserie, 6 Episoden)
- 2005–2006: Wiedzmy (Fernsehserie, 13 Episoden)
- 2008: Boisko bezdomnych
- 2008: 0_1_0
- 2009: Idealny facet dla mojej dziewczyny
- 2009: Mitten im Sturm (Within the Whirlwind)
- 2010: Zwerbowana milosc
- 2012: Frauentag (Dzien kobiet)
- 2017: Amok
- 2018: Lune de miel
- 2020: Der Masseur (Śniegu już nigdy nie będzie)
- 2022: Cracow Monsters (Krakowskie potwory, Fernsehserie, 2 Episoden)